# لاکهید وگا
لاکهید وگا (به انگلیسی: Lockheed Vega) یک هواگرد تک‌باله شش سرنشینهٔ آمریکایی بود که در سال ۱۹۲۷ به وسیلهٔ شرکت لاکهید ساخته شد. این هواپیما در چند رکوردشکنی معروف شد. آملیا ارهارت نخستین زنی بود که با این هواپیما  عرض اقیانوس اطلس را پرواز کرد و وایلی پست با این هواپیما دو بار دور دنیا را پیمود.

## طراحی و تولید

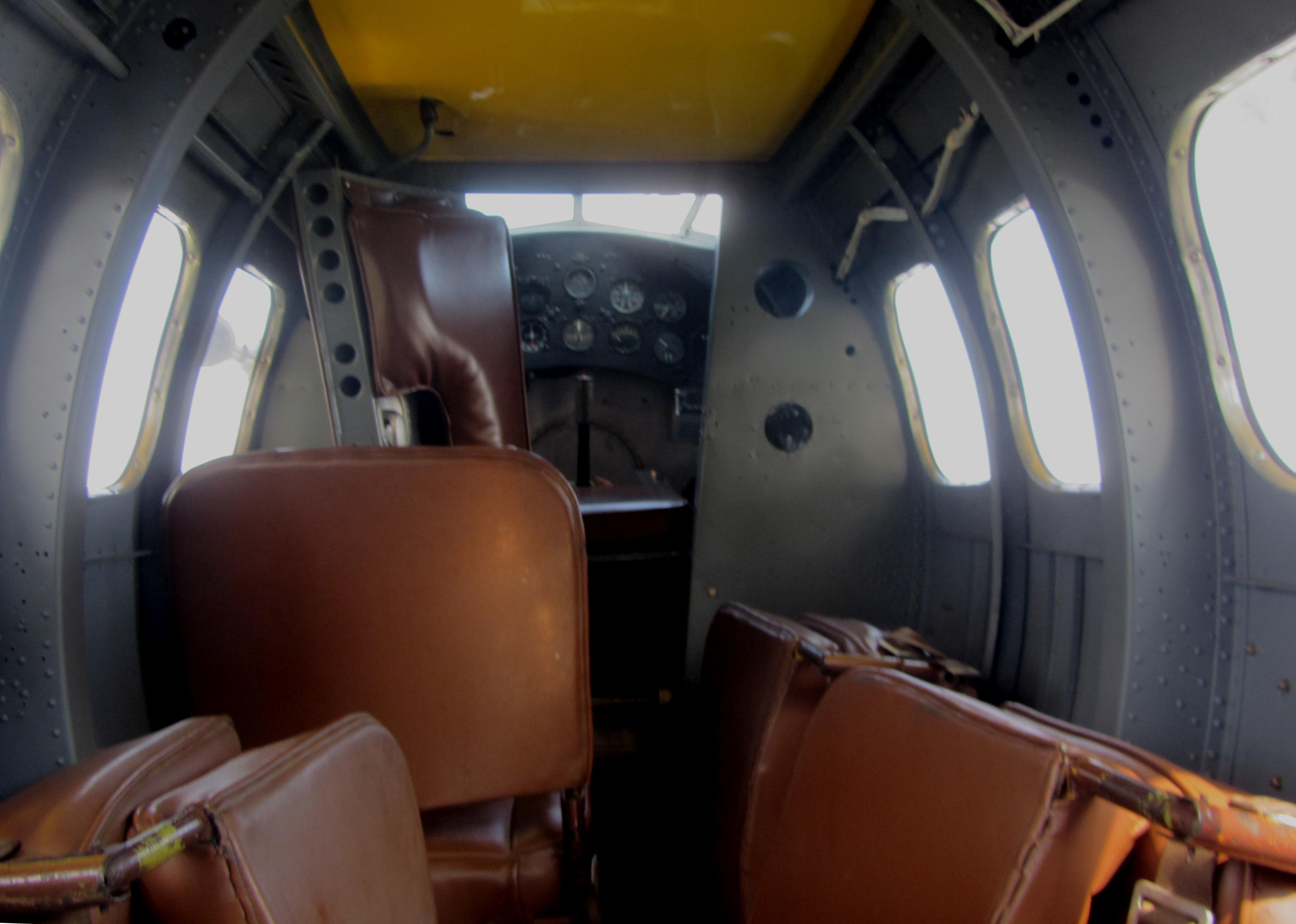
داخل هواپیمای لاکهید وگا، جنس بدنه فلزی است.

طرّاح این هواپیما جان نادسن (جک) نورثروپ و جرارد وولتی بودند که هریک بعدها شرکت‌های خود را برپا نمودند. این هواگرد در اصل قرار بود که در خدمت مسیرهای هوایی شرکت لاکهید قرار گیرد.سرعت بالای لاکهید وگا با لحاظ کردن جدیدترین طراحی‌های تک پوستهٔ بدنه و بال‌های طره‌ای و بکارگیری بهترین موتور موجود تضمین گردید.